# Ізбашівка
Ізбаші́вка — село в Україні, у Мостівській сільській громаді Вознесенського району Миколаївської області. Населення становить 87 осіб. До 2016 року орган місцевого самоврядування — Сухобалківська сільська рада.

## Населення

### Мова
Розподіл населення за рідною мовою за даними перепису 2001 року:
| Мова       | Кількість | Відсоток |
| ---------- | --------- | -------- |
| українська | 79        | 90.8%    |
| російська  | 4         | 4.6%     |
| румунська  | 4         | 4.6%     |
| Усього     | 87        | 100%     |